# Segromigno in Monte
Segromigno in Monte è una frazione del comune italiano di Capannori, nella provincia di Lucca, in Toscana.

## Geografia fisica
Segromigno in Monte è situata nella parte settentrionale del comune di Capannori, dislocata su un territorio collinare. Confina con Segromigno in Piano, Camigliano, Sant'Andrea in Caprile, San Pietro a Marcigliano, San Colombano e Valgiano. La vegetazione è costituita principalmente da alberi da frutto, ulivi e viti.

## Storia
Il paese, come tutta la zona circostante,è nato da una colonia,un insediamento romano. Il nome del paese ha origini tardo-romane, deriva infatti da "Sub Gromineo" (Sotto il Gromigno) e inizialmente comprendeva tutto il territorio che si trovava alle falde dell'altopiano delle Pizzorne, ed arrivava fino a San Pancrazio. In epoca romana infatti, il Gromigno era un territorio misurato, con dei precisi confini, che veniva assegnato ai veterani dell'esercito romano che avevano concluso la loro carriera, l'appezzamento di terra era un premio di gran valore, a riconoscimento del servizio prestato. I nomi delle località attigue all'attuale Segromigno prendono infatti il nome dalle ville di diversi veterani e patrizi romani che vi vivevano, come ad esempio : Valgiano da Valgius, Camigliano da Camillus, Gragnano da Granius. In passato, erroneamente, il paese veniva chiamato anche "San Gromigno", un errore piuttosto marchiano, l'etimologia infatti non richiama il nome di un santo (che peraltro non esiste), ma deriva appunto dal tardo-romano, con un riferimento puramente geografico. Il primo documento che riporta il nome Sub Gromigno è riconducibile al 757, è un atto notarile, in cui è riportato che un gruppo di sacerdoti fondarono nella zona una chiesa di piccole dimensioni con annesso uno spedale, per l'accoglienza dei pellegrini. Un altro documento dell'anno 855 riporta di nuovo il nome del paese, si tratta nuovamente di un atto notarile, in cui si assegna ad un prete, tale Rappaldo, la chiesa dedicata a San Pancrazio, in territorio Sub Gromigno. Nel 823 viene invece menzionata per la prima volta, la chiesa di San Lorenzo, successivamente divenuta pieve. Nelle zone rurali, con l'evangelizzazione dei luoghi fuori dalle città, la chiesa prendeva il controllo dei territori, attraverso lo svilupparsi delle comunità di campagna intorno alle pievi e alle chiese, sul modello delle "ville" nel periodo romano. Ed è proprio nell'IX secolo, che intorno alla chiesa di San Lorenzo nasce e si allarga la comunità di Segromigno. Ben presto, quella che prima era menzionata come semplice chiesa, viene elevata dal vescovo al rango di pieve (988). Le località e le piccole comunità limitrofe iniziano a dipendere da essa, in un documento del 988 ne vengono assegnate ben 33. Amministrativamente si passa, nei secoli successivi, ad una forma di feudalesimo, dove gli abitanti, artigiani e agricoltori delle comunità più piccole acquisiscono sempre più indipendenza, e nel territorio vengono inviati diversi consoli per la gestione di ognuna di esse. Non mancano scontri tra gli abitanti di una comunità e l'altra, e tra la Chiesa e il potere politico, per il controllo di questi territori. Successivamente la zona venne spezzettata da alcuni vicari in "Pivieri", dipendenti da un potere centrale feudale che perdurò per molto tempo. Nel XIII secolo, le distruzioni e i saccheggi operati dall'occupazione pisana della lucchesia misero in grande difficoltà la comunità rurale di Segromigno e delle zone circostanti, che si rialzò dopo il '300, quando Lucca riprese il potere sulle sue terre e cacciò gli invasori. Ma dopo l'iniziale ripresa gli abitanti del posto si trovarono di nuovo sopraffatti, stavolta dalla tassazione che Lucca richiedeva ai "Pivieri", e numerose furono le rivolte, in tutto il territorio collinare di Lucca. Nei periodi che seguirono la situazione si stabilizzò, e alle comunità come quella segromignese, furono concessi Statuti Comunali e ridotta la tassazione. Vennero formati in ogni circoscrizione delegazioni di anziani che stipulavano leggi e divieti, resi noti poi nelle pubbliche piazze delle varie comunità. Tra '600 e '700 furono inseriti a governare le comunità del "Piviere" Governatori, Ufficiali e Cancellieri regolarmente eletti da Lucca, e le leggi per il controllo del territorio si fecero più severe. Fino all'Unità d'Italia la zona rimase amministrata nelle suddette modalità, con però diverse modifiche agli statuti e alle leggi nel corso del tempo. Nel 1877 l'attuale frazione di Segromigno in Piano ottenne l'indipendenza amministrativa, si vennero a creare così le denominazioni in Monte  e in Piano. Verso la fine del XIX secolo la vita contadina di Segromigno venne in parte soppiantata dall'artigianato, in particolare dalla fabbricazione dello zoccolo, perfezionata dai primi del '900. Proprio questa attività arricchì la popolazione della zona, soprattutto nel secondo dopoguerra, con la nascita di diverse industrie calzaturiere su tutto il territorio. La vita dei campi venne sempre più abbandonata, fino alla quasi totale scomparsa, e le attività produttive incrementarono anche la crescita urbanistica di Segromigno, fino ai nostri giorni.

## Monumenti e luoghi d'interesse
Pieve di San Lorenzo

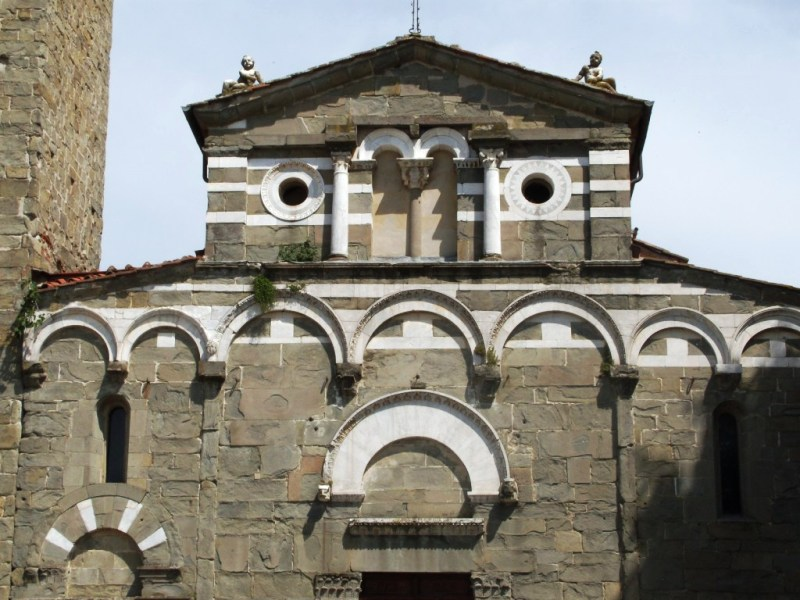
facciata della chiesa,lato ovest

La pieve di San Lorenzo è un edificio sacro che si trova in località Segromigno in Monte a Capannori.Le prime notizie sulla chiesa di Segromigno in Monte risalgono all’anno 823, quando era dipendente dalla Pieve di Lunata. Tra gli anni 854 e 872 venne elevata al rango di Pieve e quindi non rientra nelle 28 pievi fatte costruire, secondo la tradizione, da San Frediano (568 - 588)
Durante il XII° secolo furono riedificati il campanile e la chiesa. Nel sec. XV° venne costruito il transetto e il coro. Tra il XVI e il XVII secolo furono sostituite delle finestre medievali sui lati esterni dei transetti.
Nel XVIII secolo vennero edificate le due cappelle laterali, fu ricostruita l'abside e venne innalzato il campanile (alto ben 36 metri). Agli inizi del XIX° secolo venne sostituito il vecchio pulpito ligneo con uno marmoreo. Sempre nel sec.XIX° venne abbattuto un antiestetico locale addossato nel lato settentrionale e successivamente anche un vecchio porticato cinquecentesco.
La chiesa è a tre navate con pianta a croce latina. Una delle dodici colonne che dividono le navate è romana e, secondo una tradizione locale, venne trafugata dall'anfiteatro di Lucca.
Nel coro vi sono due tele di notevoli dimensioni realizzate da Luigi Ademollo, rappresentanti scene della vita di San Lorenzo. L'Ademollo affrescò anche parte del transetto. Il dipinto nel fondo del coro raffigurante San Lorenzo (XIX secolo) è una copia di quello eseguito nel 1665 da Girolamo Scaglia.
Le pitture murali del soffitto transetto furono eseguite dai fratelli Bianchi e Giusti (1827), mentre quelle della navata centrale sono state dipinte dai fratelli Covani e da Nicolao Landucci (1829). Nel 1907 il decoratore Coccia aggiunse i medaglioni con i volti dei santi sulle precedenti pitture murali, modificando la composizione e i colori della volta, che hanno ritrovato l'originale splendore grazie agli ultimi interventi di restauro.
Il Tabernacolo marmoreo è  opera di Bartolomeo di Giovanni da Montelupo (1519), gli affreschi sono invece di Luigi Ademollo e il pulpito in marmo è del XVII secolo. L'organo è del 1773.
Nel muro della canonica è presente un pezzo di un vecchio ambone (sec.XIII)
Villa Mansi
Presenta una facciata in stile manierista, sottolineata dalla veduta libera del grande prato antistante la villa.

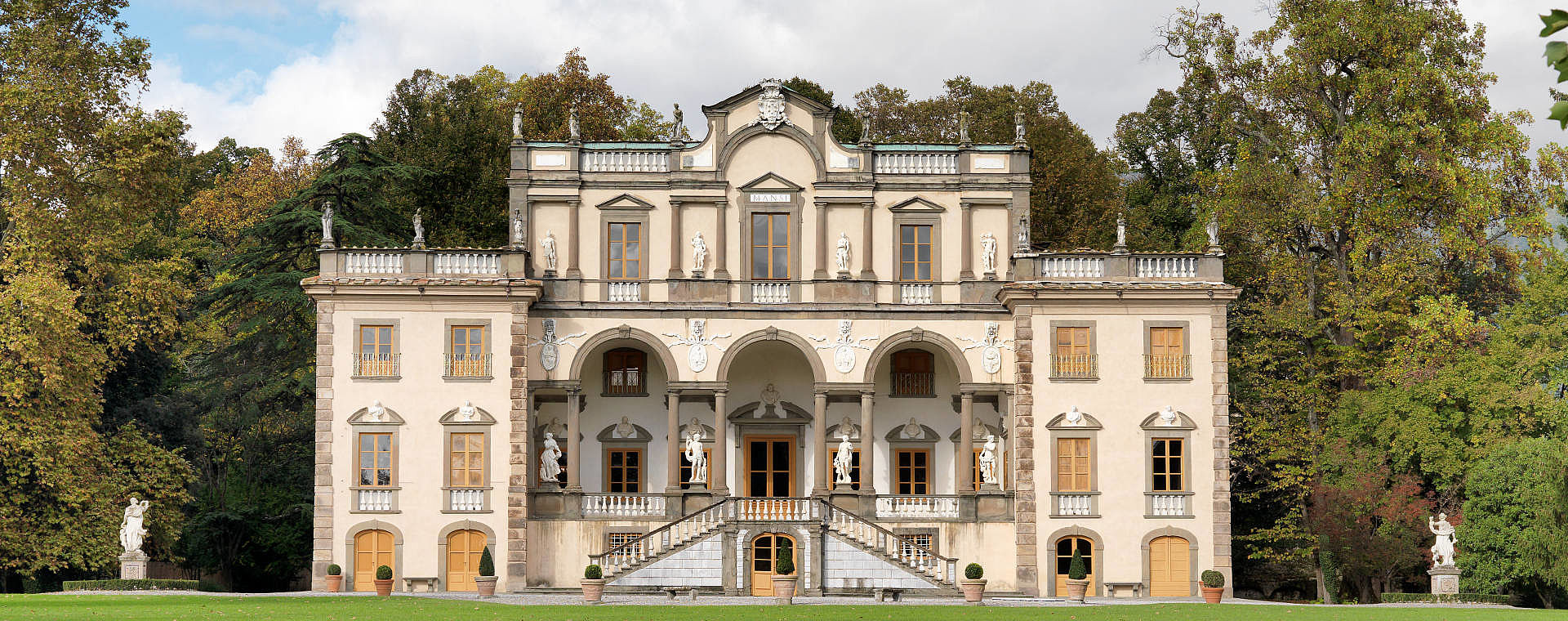
facciata della villa

Il nome della villa è dedicato alla figura di Lucida Mansi, moglie di Gasparre Mansi. Esiste una documentazione molto ricca della storia della villa: costruita dalla famiglia Benedetti fu venduta ai Cenami nel 1599. L'antica villa era un edificio a pianta rettangolare molto semplice, con un salone centrale sul quale si affacciavano le altre stanze, mentre attorno all'edificio si stendevano terreni agricoli, orti e semplici giardini. Il parco risale essenzialmente a due fasi: l'intervento di Filippo Juvarra nel Settecento, che eliminò il classico giardino geometrico all'italiana e le terrazze in favore di un pendio, e il periodo ottocentesco quando fu deciso di creare un parco all'inglese.
Villa Mazzarosa
L'edificio si presenta a forma cubica con una scala a doppia rampa sulla facciata, mentre sulla facciata a monte una gradinata incassata tra i due corpi laterali immette al piano rialzato, il principale. 
Parco scientifico
Il Parco scientifico di Capannori a Segromigno in Monte è una struttura adibita alla concessione di spazi per ricerche imprenditoriali in ambiti di economia circolare e nuovi materiali, inaugurato il 2 gennaio 2017 e rimarrà a disposizione dei richiedenti per un periodo non superiore ai 3 anni